# Agenzia di approvvigionamento di EURATOM
L'Agenzia di approvvigionamento di EURATOM (ESA) è un'agenzia della Comunità europea dell'energia atomica (Euratom), con sede a Lussemburgo, stabilita dagli articoli 2(d) e 52 del Trattato Euratom.

## Compiti dell'Agenzia
Lo scopo dell'Agenzia è assicurare un adeguato approvvigionamento dei combustibili nucleari agli Stati membri. Per adempiere a tale compito l'ESA attua una politica basata sul principio della parità di accesso alle fonti di approvvigionamento.
In tale contesto, l'ESA si concentra sul miglioramento della sicurezza dell'approvvigionamento degli utenti situati nell'Unione europea e condivide l'onere della vitalità dell'industria nucleare comunitaria. In particolare, raccomanda che le aziende dell'Unione operative negli impianti per l'energia nucleare mantengano riserve di materiale nucleare, rispettino i requisiti accedendo a contratti a lungo termine e diversifichino le loro fonti di approvvigionamento.
Il mandato dell'Agenzia è, dunque, esercitare i propri poteri e, come richiesto dai propri statuti, monitorare il mercato per assicurare che le attività del mercato degli utenti individuali riflettano i valori già presentati.
Il trattato Euratom richiede che ESA sia una parte nei contratti di approvvigionamento per il materiale nucleare ogniqualvolta una delle parti contraenti sia un'azienda dell'UE, un operatore di un reattore di ricerca nell'Unione o un produttore/intermediario che vende materiale nucleare (importazione dentro o esportazione fuori l'Unione europea e trasferimenti intra-comunitari). Nell'esercizio dei propri diritti di co-firmatario, l'ESA attua la politica di approvvigionamento dei materiali nucleari dell'Unione europea. ESA ha anche il diritto di opzione per l'acquisto, col diritto di prelazione sui materiali nucleari prodotti negli Stati membri.
Sulla base del trattato Euratom, ESA monitora anche le transazioni che riguardano servizi nel ciclo del combustibile nucleare (arricchimento, conversione e fabbricazione del combustibile). Gli operatori hanno l'obbligo di presentare notifiche che forniscano i dettagli dei propri impegni; l'ESA verifica e riconosce tali notifiche.
Inoltre, dal momento che il mercato sta diventando sempre più complesso, il mandato dell'agenzia è stato ampliato dalla decisione (2008/114/EC, Euratom) del Consiglio del 12 febbraio 2008 che modifica gli statuti dell'ESA che hanno affidato all'agenzia un nuovo compito: la creazione di un osservatorio del mercato nucleare.